# 小野村 (山口県佐波郡)
小野村（おのそん）は、かつて山口県佐波郡に存在した村である。
1955年4月10日に防府市に編入合併して消滅した。「小野」の名は現在も防府市の地域名として名前が残っている。

## 地理
防府市の東北部に位置しており、内陸性気候である。

## 歴史
- 1889年（明治22年）4月1日 - 町村制施行により、真尾村・和字村・久兼村・奥畑村・鈴屋村・奈美村・中山村の区域をもって発足。
- 1955年（昭和30年）4月10日 - 防府市に編入。同日小野村廃止。

## 地名の由来
小野盆地の小さな平野であるためだと思われる。

## 交通

### 鉄道路線
- 防石鉄道
  - 防石鉄道線
    - 真尾駅 - 奈美駅 - 上和字駅

## 特産品
- イチゴ
- 米
- 大豆
- 玉葱
- ナス
- 白菜